# Salvador do Monte
Salvador do Monte é uma povoação portuguesa sede da Freguesia de Salvador do Monte do Município de Amarante, freguesia com 7,48 km² de área e 894 habitantes (censo de 2021), tendo, por isso, uma densidade populacional de 119,5 hab./km².

## Demografia
A população registada nos censos foi:
| Distribuição da População por Grupos Etários | Distribuição da População por Grupos Etários | Distribuição da População por Grupos Etários | Distribuição da População por Grupos Etários | Distribuição da População por Grupos Etários |
| -------------------------------------------- | -------------------------------------------- | -------------------------------------------- | -------------------------------------------- | -------------------------------------------- |
| Ano                                          | 0-14 Anos                                    | 15-24 Anos                                   | 25-64 Anos                                   | > 65 Anos                                    |
| 2001                                         | 204                                          | 189                                          | 604                                          | 157                                          |
| 2011                                         | 159                                          | 121                                          | 587                                          | 199                                          |
| 2021                                         | 91                                           | 90                                           | 465                                          | 248                                          |

## Galeria de imagens

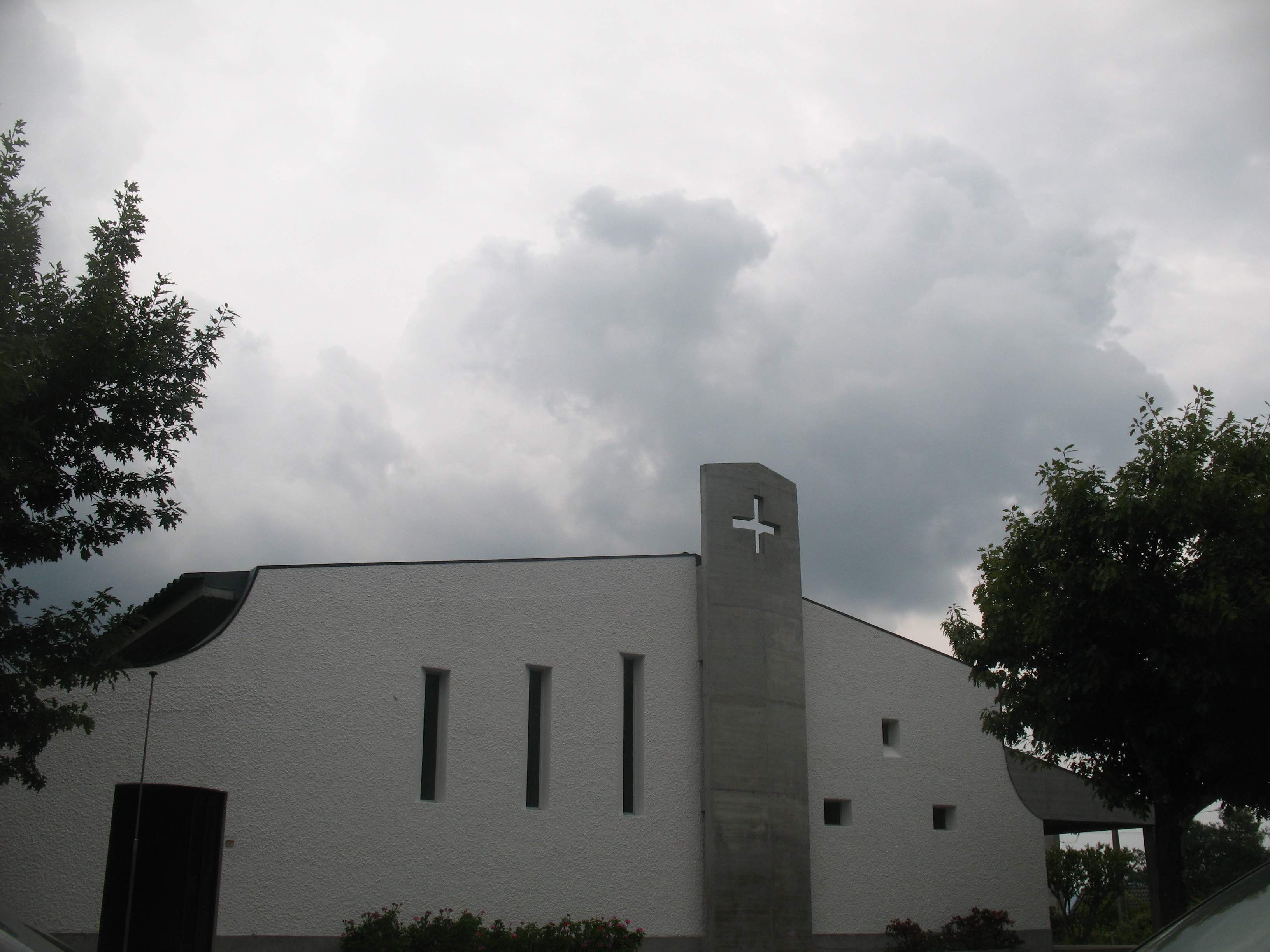
Igreja Nova de Salvador do Monte

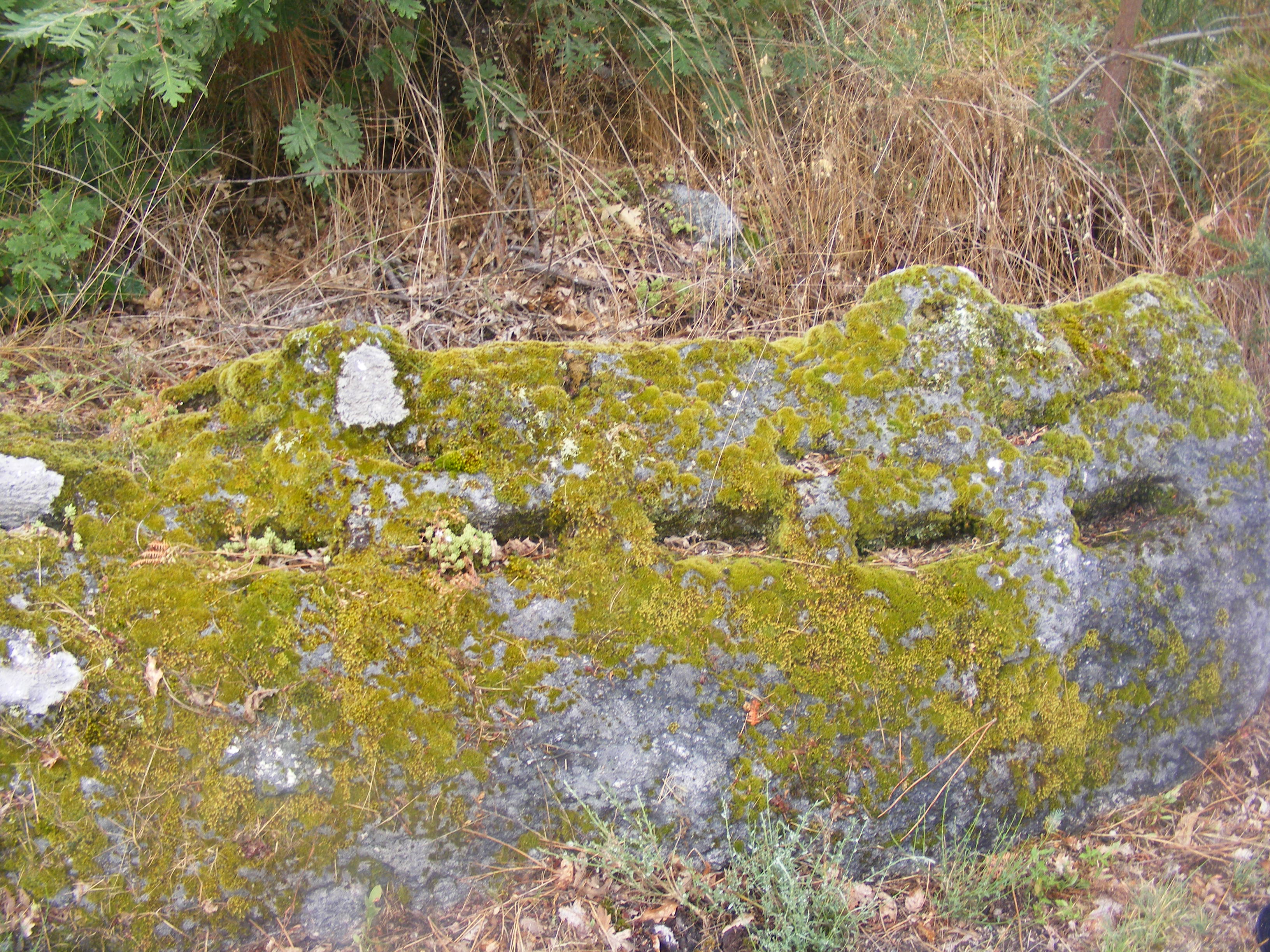
Salvador do Monte Necrópoles de Louredo das Almas

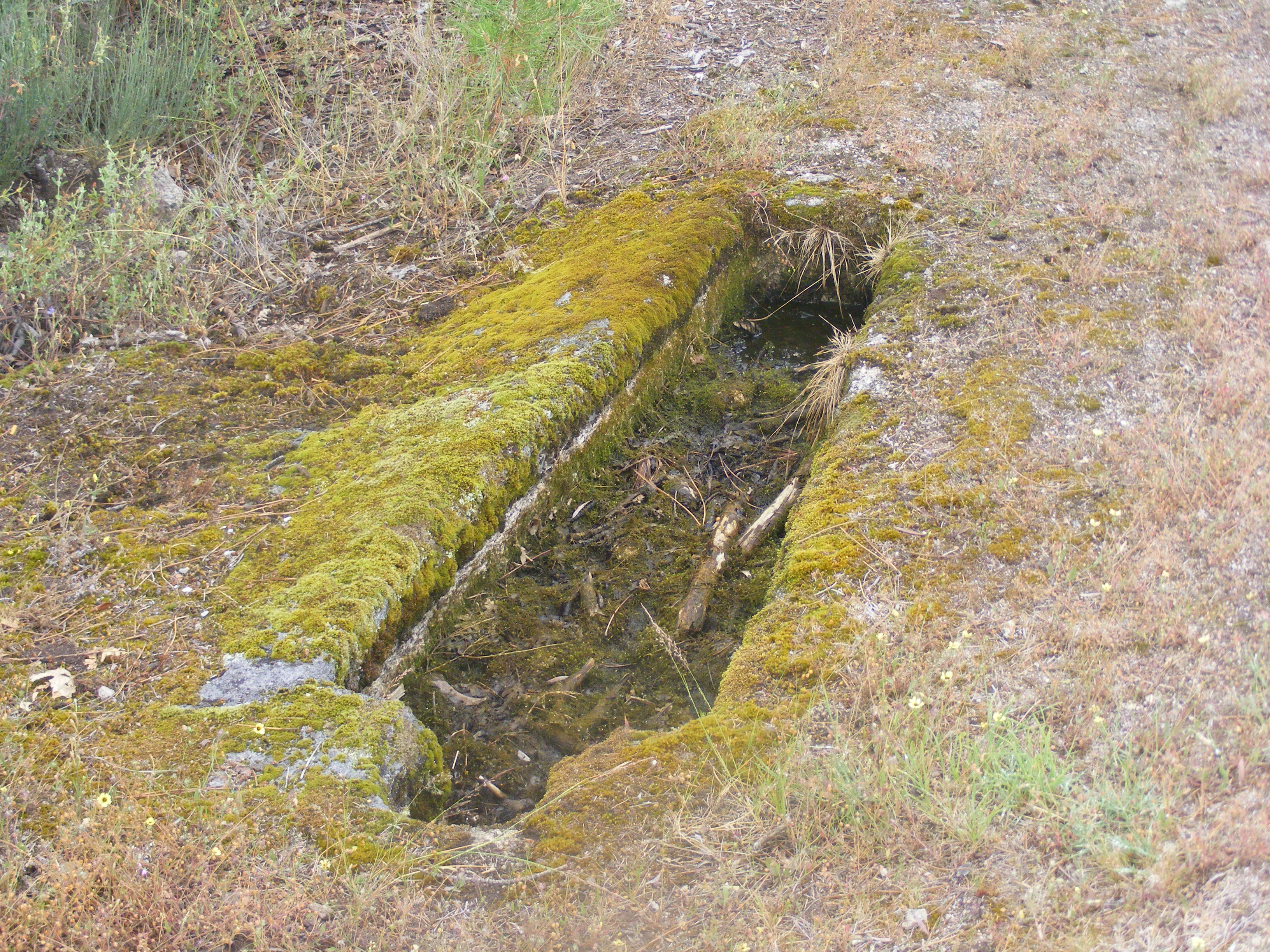

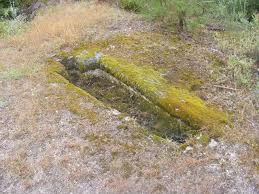
Salvador do Monte

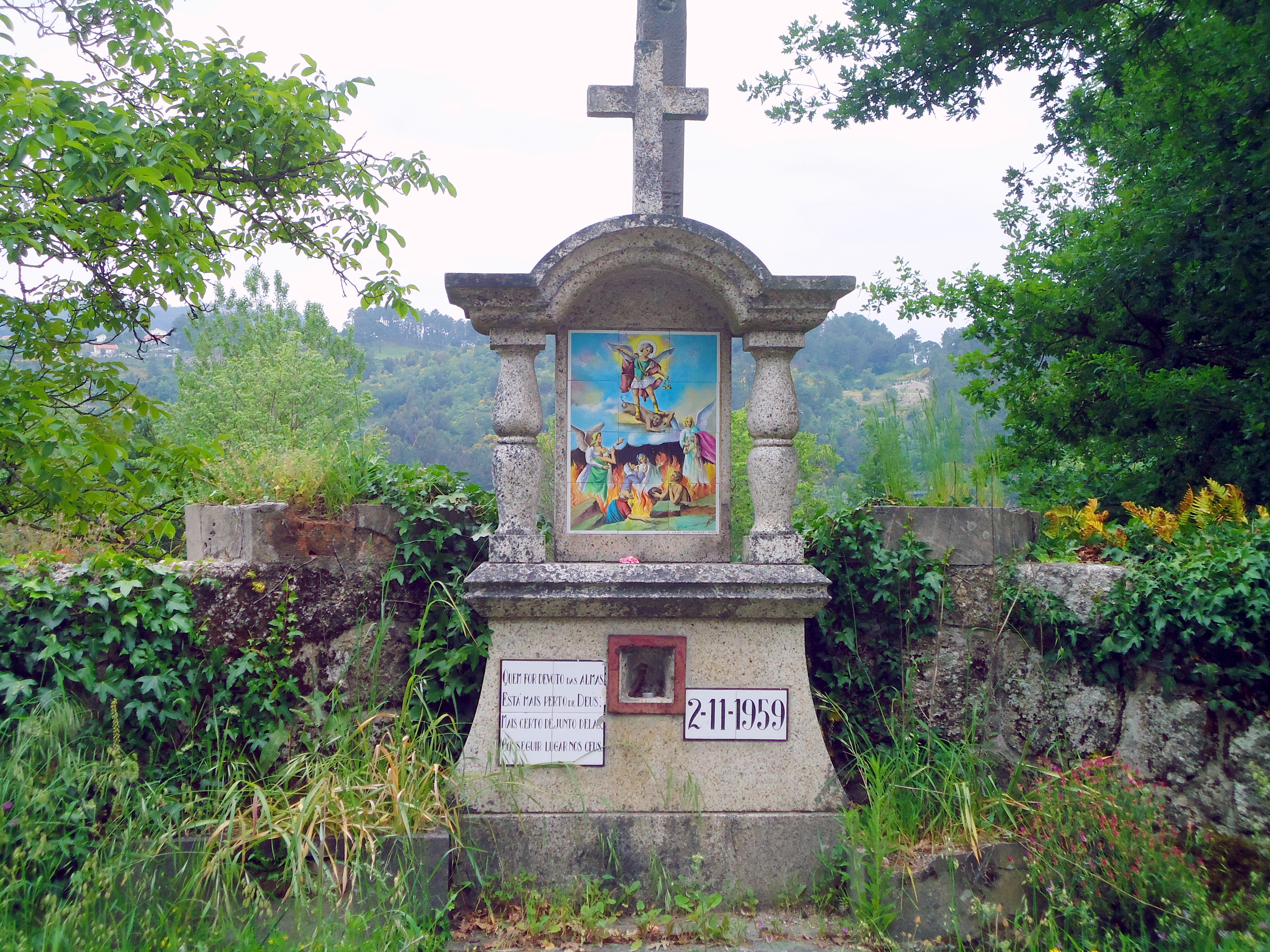
Alminhas Carvalhinhas